# A falu rossza
A falu rossza népszínmű három felvonásban, Tóth Ede legnépszerűbb műve. A Nemzeti Színház 1874. évi irodalmi pályázatán a huszonnégy benyújtott kézirat közül Tóth Edének ez a munkája nyerte el a száz arany pályadíjat.
Zenéje Erkel Gyulától való, de a dalbetéteket nem ő maga szerezte, hanem Simonffy Kálmán, Szentirmay Elemér és mások népdalaiból állította össze.

## Személyek

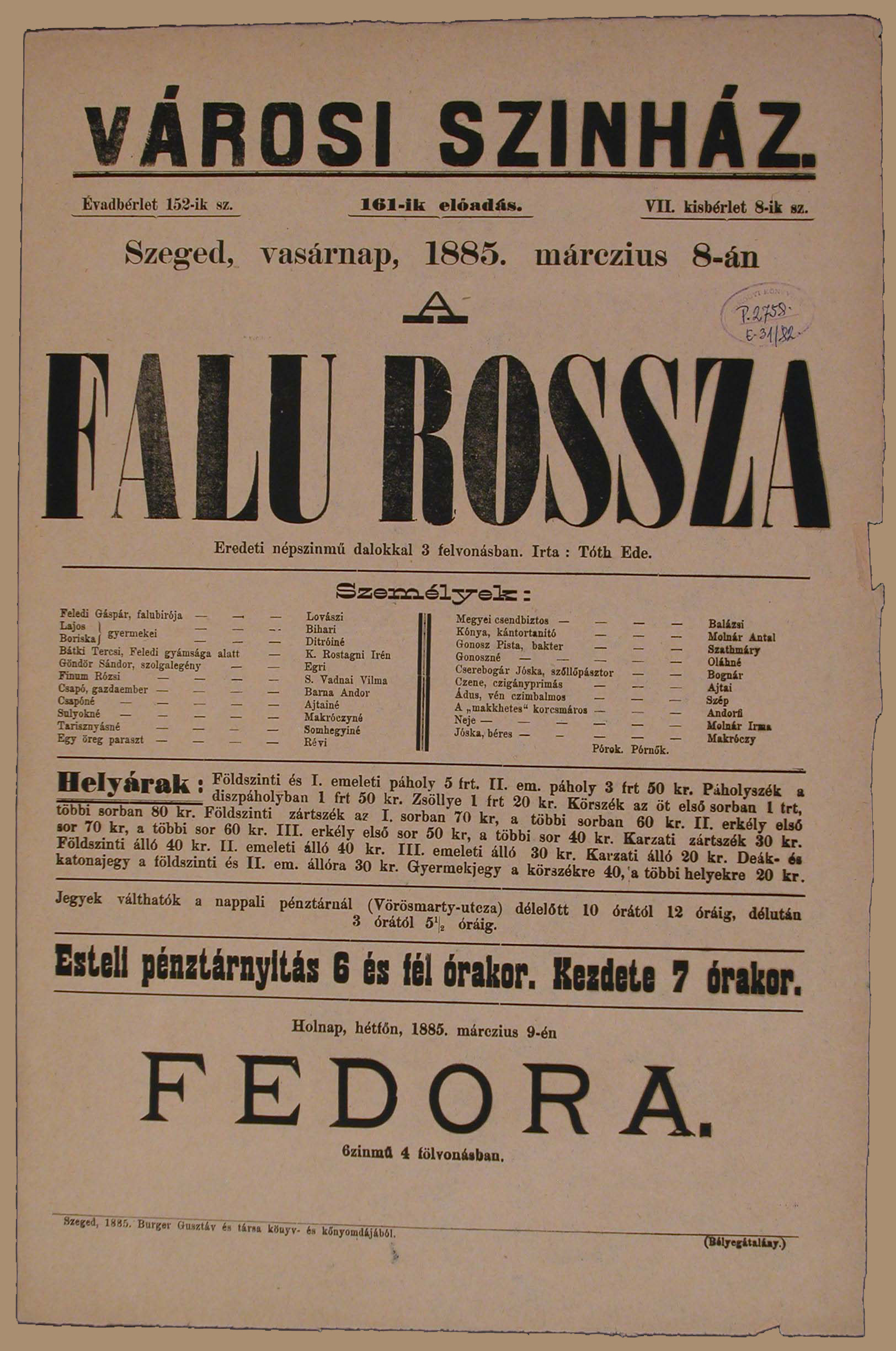
A falu rossza népszínmű 1885-ös szegedi plakátja

- Feledi Gáspár, gazdag falusi földmívelő
- Lajos, Boriska, gyermekei
- Bátki Tercsi, árva, Feledi Gáspár gyámsága alatt
- Göndör Sándor, szolgalegény
- Finum Rózsi, menyecske
- Csapó, gazdaember
- Csapóné, Sulyokné, Tarisznyásné, módos asszonyok
- Egy öreg paraszt
- Megyei csendbiztos
- Kónya, kántortanító
- Gonosz Pista, bakter
- Gonoszné
- Cserebogár Jóska, szőlőpásztor
- Czene, cigányprímás
- Ádus, vén cimbalmos
- A "Makkhetes" korcsmáros
- Neje
- Jóska, béres

## Cselekménye
A falu bírójának, Feledi Gáspárnak két gyermeke és egy neveltlánya van. Fia, Lajos épp a neveltlányt, Bátki Tercsit készül eljegyezni. Tercsi éveken át Göndör Sándor parasztlegény szerelme volt, aki még most is bolondul érte; a kocsmában duhajkodik, nem tud a szakításba belenyugodni. Feledi bíró a vígkedélyű, állandóan legények után járó Finum Rózsi által próbálja Sándor fejét elcsavartatni, de hiába. Göndör Sándor megjelenik a háznál, kérdőre vonja Tercsit és rálő, majd pisztolyát önmaga felé fordítja, de lefogják.
Amikor egy évvel később Göndör Sándor a fogságból hazajön, Tercsi és Lajos már házasok. Kora hajnalban Feledi kisebbik gyermeke, Boriska kimerészkedik az utcára, hogy meglesse a kocsmában dorbézoló Sándort, aki után régóta epekedik. A dolog nem marad titokban (Gonosz Pista meglátja őt és kikotyogja), apja dühében kitagadja. A folyóparton barangolva Boriska váratlanul a falut örökre elhagyni készülő Sándorral találkozik. Megvallja szerelmét, de a legény nem veszi komolyan, mire a lány a folyóba veti magát, Sándor meg ijedten utána. A bíró házában már azt hiszik, Boriska vízbefulladt (kendőjét Gonosz Pista megtalálta). Amikor Sándorral együtt megjön és bevallja szerelmét, a „falu rossza” pedig javulását ígéri, Feledi bíró áldását adja a párra.

## Sikere
A falu rossza a közönség viharos tetszése mellett került színre a Nemzeti Színházban 1875. január 15-én. Azt követően az ország több színpadán is éveken át sikerrel játszották. A bemutató előadásán Göndör Sándort Tamási (Tamássy) József, Finum Rózsit Blaha Lujza, Gonosz Pistát Újházi Ede alakította. Az első vidéki előadás 1875. február 2-án volt Szegeden, és a század végéig az ország legtöbb színháza állandóan műsorán tartotta. Bécsben 1879-ben adták elő; lefordították román, szerb, szlovák és finn nyelvre is; oroszul 1894-ben játszották a moszkvai közönség előtt. Századik előadása 1886-ban volt a Népszínházban.

## Értékeléséből

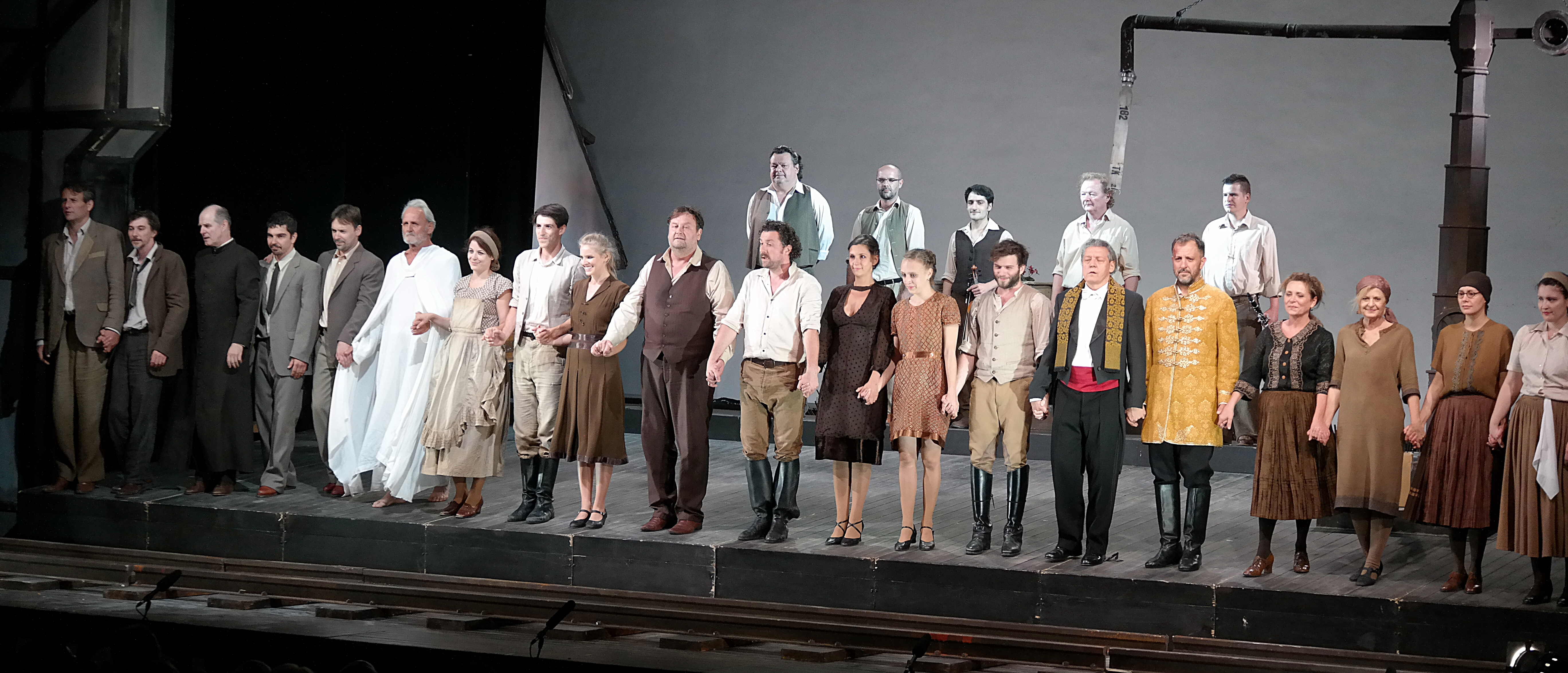
A darab szombathelyi előadásának tapsrendje

Mikszáth Kálmán megjegyzése: „Egy Tóth Ede kellett és egy Blaháné egyszerre, hogy a magyar népszínmű oly pompában tündököljön, mint ahogy tündökölt, s hogy necsak gyönyörködtessen idehaza, de hódítson is.”
Pintér Jenő véleménye: „Ebből a népszínműből, ha mindjárt stilizálva is, meg lehet ismerni a régi magyar falu egész életét. Alakjai kitűnő megfigyelő erőről tanúskodnak, jeleneteiben megelevenedik a sajóvidéki népélet számos jellemző mozzanata.”
Az 1960-as évek közepének irodalomtörténetéből: „A falu rosszával Tóth Ede végképp elvágta a műfaj igazi megújulásának lehetőségeit… A népszínmű Tóth Edének köszönhette, hogy elvesztette korábbi társadalombíráló jellegét, s holmi stilizált műfajjá vált...”, bár azért „bizonyos valóságábrázoló elemekkel gazdagította a műfajt”.
Ugyanebben az időből egy másik vélemény: „Tóth Ede Csepreghy sikerei után lépett fel, és kurta munkásságának van legalább annyi érdeme, hogy ő megpróbált visszakanyarodni a Szigligeti-féle kezdetekhez. Népszínművei, köztük a híres A falu rossza, olyanok ismét, mintha előfutárai lennének a – már soha meg nem születő – XIX. századi magyar népdrámának.”